# Тінек (Нью-Джерсі)
Тінек (англ. Teaneck) — селище (англ. village) в США, в окрузі Берген штату Нью-Джерсі. Населення — 41 246 осіб (2020).

## Демографія
Згідно з переписом 2010 року, у селищі мешкало 39 776 осіб у 13 470 домогосподарствах у складі 10 124 родин. Було 14024 помешкання
Расовий склад населення:
| - 53,3 % — білих - 27,7 % — чорних або афроамериканців - 9,1 % — азіатів - 0,3 % — корінних американців - 0,1 % — вихідців з тихоокеанських островів - 6,0 % — осіб інших рас |

До двох чи більше рас належало 3,5 %. Частка іспаномовних становила 16,5 % від усіх жителів.
За віковим діапазоном населення розподілялося таким чином: 25,0 % — особи молодші 18 років, 60,2 % — особи у віці 18—64 років, 14,8 % — особи у віці 65 років та старші. Медіана віку мешканця становила 39,3 року. На 100 осіб жіночої статі у селищі припадало 89,0 чоловіків; на 100 жінок у віці від 18 років та старших — 84,7 чоловіків також старших 18 років.
Середній дохід на одне домашнє господарство становив 123 684 долари США (медіана — 96 760), а середній дохід на одну сім'ю — 140 319 доларів (медіана — 111 088). Медіана доходів становила 70 277 доларів для чоловіків та 56 680 доларів для жінок. За межею бідності перебувало 5,9 % осіб, у тому числі 8,5 % дітей у віці до 18 років та 5,3 % осіб у віці 65 років та старших.
Цивільне працевлаштоване населення становило 19 920 осіб. Основні галузі зайнятості: освіта, охорона здоров'я та соціальна допомога — 32,2 %, науковці, спеціалісти, менеджери — 13,3 %, роздрібна торгівля — 9,2 %, фінанси, страхування та нерухомість — 9,1 %.

## Персоналії
- Рікі Нельсон (1940—1985) — американський актор, співак та музикант.